# Piazza del Duomo (Catania)
Piazza del Duomo di Catania è la principale piazza della città. In essa confluiscono tre strade, ovvero la via Etnea, la storica asse cittadina, la via Giuseppe Garibaldi e la via Vittorio Emanuele II che la attraversa da est ad ovest. Sul lato orientale della piazza sorge il Duomo, dedicato alla patrona della città festeggiata il 5 febbraio.

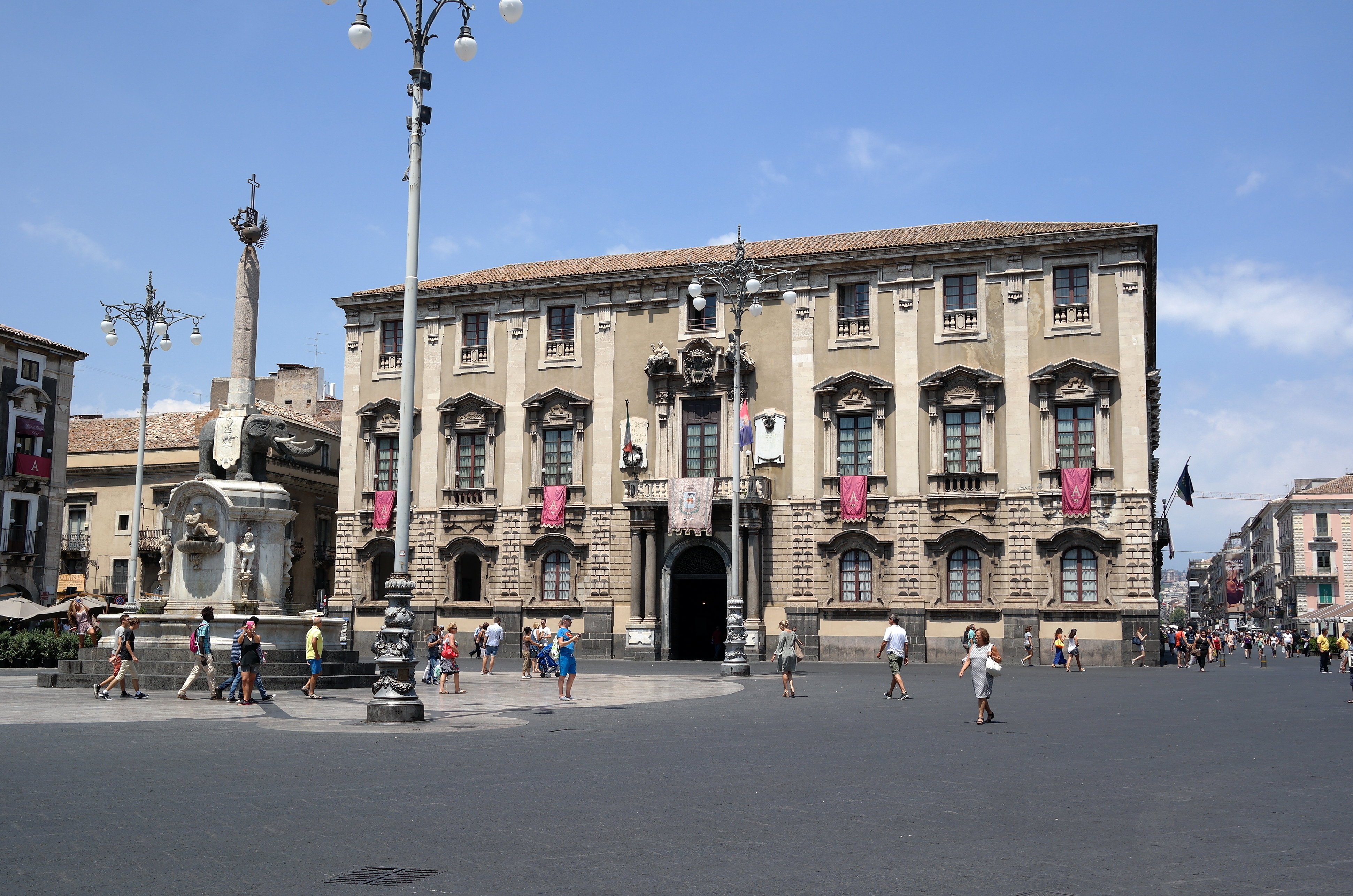
Vista della piazza

## Storia e descrizione
Sul lato nord si trova il palazzo degli Elefanti, ovvero, il Municipio. Dall'altro lato della piazza sono collocate la fontana dell'Amenano, molto famosa per gli abitanti, dentro la quale vengono gettate delle monetine (come nella fontana di Roma) e, accanto, il palazzo dei Chierici che è collegato al Duomo da un passaggio che corre sulla porta Uzeda. Alle terrazze del palazzo del Seminario dei Chierici e di porta Uzeda si può accedere dal Museo diocesano di Catania che ha sede nel palazzo del Seminario dei Chierici attiguo alla Cattedrale. Dalle terrazze si possono ammirare due splendidi panorami: da un lato, lo spettacolo di piazza del Duomo di Catania con la fontana dell'Elefante e via Etnea con il monte Etna sullo sfondo; dall'altro, le mura di Carlo V, il porto di Catania con gli archi della Marina fino al castello Ursino. La porta di Carlo V fa parte dell'unico tratto rimasto delle mura della città.
Al centro della piazza si trova quello che è il simbolo di Catania, ovvero "u Liotru", una statua in pietra lavica raffigurante un elefante, sormontata da un obelisco, posta al centro di una fontana in marmo più volte rimaneggiata.
Le terme Achilliane sono delle strutture termali sotterranee datate al IV-V secolo e situate circa 4/5 metri sotto piazza del Duomo. Si accede alle terme accedendo al Museo diocesano di Catania: un corridoio con volta a botte ricavato nell'intercapedine tra le strutture romane e le fondamenta della cattedrale (il cui accesso è costituito da una breve gradinata di epoche diverse posta a sinistra della facciata) consente di fare un viaggio nelle viscere della città, dove scorre il fiume Amenano le cui acque risalgono in superficie nella vicina fontana dell'Amenano nella piazza antistante. Il nome dell'impianto è dedotto da un'iscrizione su lastra di marmo lunense ridottasi in sei frammenti principali molto lacunosi, risalente probabilmente alla prima metà del V secolo, oggi esposta all'interno del Museo civico al Castello Ursino.
L'epoca di fondazione dell'edificio termale è ancora discussa, ma si ritiene probabile che esistesse già nel IV secolo: l'esistenza dell'edificio in epoca costantiniana è ipotizzata in base al reimpiego all'interno della cattedrale di un gruppo di capitelli del periodo, che potrebbero provenire da questo edificio.
Sepolti dai terremoti del 4 febbraio 1169 e dell'11 gennaio 1693, i resti - già noti in antico - furono dapprima liberati dal principe di Biscari.
Nel 1856, durante la realizzazione della galleria che passa sotto al seminario dei chierici (oggi sede della pescheria) si trovarono dei ruderi che pure furono attribuiti allo stesso edificio, pertinenti forse ad un calidarium, in quanto vi erano presenti tracce di un pavimento ad ipocausto. La struttura doveva estendersi quindi fino alla via Garibaldi, dove si trovarono altri avanzi.
Secondo la ricostruzione planimetrica ottocentesca del complesso, la parte attualmente visitabile comprendeva probabilmente solo una parte del frigidarium.
Dal 1974 al 1994 furono chiuse perché considerate insicure. Furono riaperte dopo un restauro del comune (1997) e nuovamente richiuse per problemi di allagamento. Dopo i lavori di pavimentazione della piazza del Duomo (2004-2006) - nel corso dei quali si è ritenuto doveroso coprire l'estradosso della copertura (che si trova alla stessa quota della piazza) con una poderosa piastra d'acciaio per rinforzare l'impiantito della piazza stessa - l'edificio termale è stato nuovamente riaperto al pubblico.